# 劉期純
劉期純（1908年—1999年12月24日），江蘇省蘇州市人，前中華民國第一夫人，前總統嚴家淦妻子，並與之育有五子四女。

## 生平
劉期純出生於蘇州四大望族之一，為劉守之女，亦是嚴家淦的遠房表妹。嚴家淦首任妻子葉淑英於1922年與嚴家淦結婚，可惜一年後因難產離世。之後嚴家淦仍然依循父母之命及祖規迎娶東山小姐劉期純，於1924年12月14日在上海結婚。
劉期純賢良淑德，料理家庭有序，先後與嚴家淦生下五子四女。嚴家淦與劉期純均是作風低調，因而兩人的知名度一向比其他總統及總統夫人為低。宋美齡一生的才幹和蔣方良晚年的孤寂為人所知，但劉期純在當上第一夫人後仍然相夫教子，任內並沒有如宋美齡般協助丈夫掌政。嚴家淦於1978年卸任總統後，劉期純幾乎從公眾視線中消失，亦鮮有有關其新聞。
據劉期純媳婦嚴許婉瑱所述，劉期純是十分傳統的婦女，十分愛護自己的子女。劉期純八十多歲的時候還會幫兒子剪指甲，那時候嚴雋泰已達六十歲之齡。此外，劉期純視力亦十分好，不必戴老花眼鏡，還幫嚴雋泰縫補衣服、襪子。
1999年12月24日（嚴家淦病逝6週年），劉期純因肝腎肺部的疾病，在臺北市重慶南路官邸病逝，終年91歲，和嚴家淦維持長達70年的婚姻，最後與其合葬於汐止五指山國軍示範公墓。

## 家族
劉期純與嚴家淦育有五子四女，子女均無從政。